# شان چیپلاک
شان ادوارد چیپلاک (به انگلیسی: Sean Chiplock) (زادهٔ ۲۱ ژوئن ۱۹۹۰) یک صداپیشهٔ آمریکایی می‌باشد که به‌خاطر صداپیشگی نسخه‌های انگلیسی بازی‌های ویدئویی ژاپنی و انیمه شناخته می‌شود.